# Асташово (Рязанская область)
Асташово — село в Старожиловском районе Рязанской области России. Входит в Гулынское сельское поселение.

## География
Село расположено в 7 км на юг от центра поселения посёлка Рязанские Сады и в 14 км на восток от райцентра рабочего посёлка Старожилово.

## История
Асташово (Асташево) в качестве села, «что была пустошь» на реке Прысу, упоминается в писцовых книгах поместных и вотчинных земель в Каменском стане 1628-29 годов, где сказано: «За князем Григорием Андреевым Волконским село Осташево, а в селе церковь Собор Ивана Предтечи деревянная клецки…». В селе двор помещиков, двор задворного человека и крестьянских 3 двора. По окладным книгам 1676 года в приходе Предтеченском показано в том селе Осташеве и в 6 деревнях 7 дворов помещиковых, 3 двора задворных слуг, 112 дворов крестьянских, 30 дворов бобыльских, и всего с включением двора попова и дьячкова 137 дворов. Существующая в селе Асташеве деревянная Предтеченская церковь построена в 1870 году.
В XIX — начале XX века село входило в состав Соболевской волости Пронского уезда Рязанской губернии. В 1906 году в селе было 29 дворов.
С 1929 года село входило в состав Гулынского сельсовета Старожиловского района Рязанского округа Московской области, с 1937 года — в составе Рязанской области, с 2005 года — в составе Гулынского сельского поселения.

## Население
| 1859 | 1906 | 2010 |
| ---- | ---- | ---- |
| 142  | ↗180 | ↘20  |